# Ana de Armas

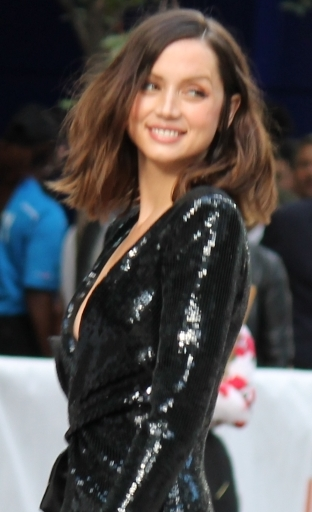
Ana de Armas (2019)

Ana Celia de Armas Caso (ur. 30 kwietnia 1988 w Santa Cruz del Norte) – kubańska aktorka, nominowana do Oscara za rolę w filmie Blondynka.

## Życiorys
Ana de Armas wychowała się w Hawanie, gdzie wciąż mieszkają jej rodzice. W wieku 18 lat przeniosła się do Madrytu w Hiszpanii, gdzie grała w serialach telewizyjnych.
Rozpoznawalność przyniósł jej serial Internat, w którym grała jedną z głównych ról. W 2009 r. została uznana przez magazyn Glamour za najładniejszą twarz kina.
Od 2015 gra w hollywoodzkich filmach, począwszy od m.in. Kto tam? (2015) i Objawienie, obu z Keanu Reevesem. Kolejnym przełomem w jej karierze była rola Joi w wysokobudżetowej produkcji Blade Runner 2049, a jej pozycję ugruntowała rola w filmie Na noże.

## Filmografia

### Film
- 2006: Una rosa de Francia[2] jako Marie
- 2006: Madrigal jako Stella Maris
- 2009: Seks, kłamstwa i narkotyki (Mentiras y gordas) jako Carola
- 2011: El Callejón jako Rosa
- 2014: Za garść pocałunków (Por un puñado de besos) jako Sol
- 2015: Kto tam? (Knock Knock[2]) jako Bell
- 2015: Anabel jako Cris
- 2016: Objawienie (Exposed) jako Isabel De La Cruz[2]
- 2016: Rekiny wojny (War Dogs[2]) jako Iz
- 2016: Kamienne pięści (Hands of Stone[2]) jako Felicidad
- 2017: Zawrotna prędkość (Overdrive) jako Stephanie
- 2017: Blade Runner 2049 jako Joi[1][2]
- 2019: Yesterday jako Roxanne (nieuwzgl. w napisach)
- 2019: 3 sekundy (The Informer) jako Sofia
- 2019: Wasp. Sieć szpiegów (Wasp Network) jako Ana Magarita Martinez
- 2019: Na noże (Knives Out[2]) jako Marta
- 2020: Sergio jako Carolina
- 2020: The Night Clerk jako Andrea
- 2021: Nie czas umierać (No Time to Die[2]) jako Paloma
- 2022: Głęboka woda (Deep Water[2]) jako Melinda Van Allen
- 2022: Gray Man (The Gray Man) jako Dani Miranda
- 2022: Blondynka (Blonde[2]) jako Norma Jeane
- 2023: Randka, bez odbioru (Ghosted) jako Sadie Rhodes
- 2024: Eden jako Baronowa
- 2025: Ballerina. Z uniwersum Johna Wicka (Ballerina) jako Eve Macarro

### Telewizja
- 2007: El edén perdido jako Gloria (film TV)
- 2007–2010: Internat (El Internado[2]) jako Carolina Leal Solís
- 2010–2011: Hispania, la leyenda jako Nerea